# Geldo
Geldo – gmina w Hiszpanii, w prowincji Castellón, we wspólnocie autonomicznej Walencja, o powierzchni 0,56 km². W 2011 roku liczyła 687 mieszkańców.